# Hell's Pit
Hell's Pit è il nono album in studio del gruppo musicale Statunitense Insane Clown Posse, pubblicato il 31 agosto 2004.

## Tracce
1. Intro
2. Walk into the Darkness
3. Suicide Hotline
4. C.P.K's
5. Truly Alone
6. Everyday I Die
7. The Night of the .44 (featuring Esham
8. The Witch
9. Bowling Balls
10. 24
11. Burnig Up
12. Sedatives
13. In My Room
14. Basehead Attack
15. Angels Falling
16. Manic Depressive
17. Real Underground Baby